# Snježana Babić-Višnjić
Snježana Babić-Višnjić (Zagreb, 1969.) je hrvatska književnica, romanopisateljica, dramatičarka, novinarka. Piše i djela za djecu. Djela su joj izvedena i kao radio-drame.
Školovala se u rodnom gradu, a studij kroatistike i južnoslavenskih filologija završila je na Filozofskom fakultetu, gdje polazi doktorski studij. 
Napisala je 20 drama. Neke su doživjele izvedbu na Hrvatskom radiju i Gradskom kazalištu u Požegi.
Drame i priče su joj objavljivane su u hrvatskim časopisima i zbornicima, čitane na Hrvatskom radiju, a neke od njih su bile nadahnućem za kazališnu pozornicu.
Snježana Babić Višnjić napisala je i objavila šest dječjih romana.

## Djela

### Drame
- Priča se nastavlja, 1991. (izvedena na kazalištu, ušla u zbornik "Mlada hrv. drama")
- Nestali, poetska drama, 1999. (priređena kao radio-drama)
- Kamenčić želja, 1999. – 2001.
- More pod prozorom, komična drama, 2005.
- Tamna strana, 2002.

### Priče
- Zbirka priča "Let nad staklenim stolom" 2006.

### Romani za djecu
- "Upomoć, mama se smanjila" 2003.
- "Janko među dinićima" 2004.
- "Mali krapinski pračovjek Babu" 2012., nagrada Mato Lovrak
- "Kika i tajna uklete kuće" 2014.
- "Puhni u jedra!" (u izlasku)
- "Krugovi na vodi" 2015.

## Vanjske poveznice
- Hrv. centar ITI  Arhivirana inačica izvorne stranice od 28. rujna 2007. (Wayback Machine)